# Eriopyga lycophotia
Eriopyga lycophotia là một loài bướm đêm trong họ Noctuidae.